# Mycalesis owassae
Mycalesis owassae är en fjärilsart som beskrevs av A. Schultze 1914. Mycalesis owassae ingår i släktet Mycalesis och familjen praktfjärilar. Inga underarter finns listade i Catalogue of Life.